# 요코타니 마사히로
요코타니 마사히로(일본어: 横谷 昌宏 よこたに まさひろ[*], 1964년 8월 8일 ~ )는 일본의 애니메이션 각본가이다. 오사카부 출신.